# 布里峰
46°18′18.4″N 8°53′2.9″E / 46.305111°N 8.884139°E
布里峰（Cima di Bri），是瑞士的山峰，位於該國南部，由提契諾州負責管轄，屬於勒蓬廷山的一部分，處於拉韋爾泰佐和比亞斯卡之間，海拔高度2,520米，每年平均降雨量2,204毫米。